# 孔列日
孔列日（法語：Conliège，法語發音：[kɔ̃ljɛʒ]）是法国汝拉省的一个市镇，位于该省西部，属于隆斯勒索涅区。

## 地理
孔列日（46°39'18"N, 5°35'58"E）面积6.05 平方千米，位于法国勃艮第-弗朗什-孔泰大區汝拉省，该省份为法国东部内陆省份，北起上索恩省，西北接科多尔省，西临索恩-卢瓦尔省，南至安省，东与杜省和瑞士接壤。
与孔列日接壤的市镇（或旧市镇、城区）包括：布里奥、蒙泰居、佩里尼、皮布利、勒维尼。

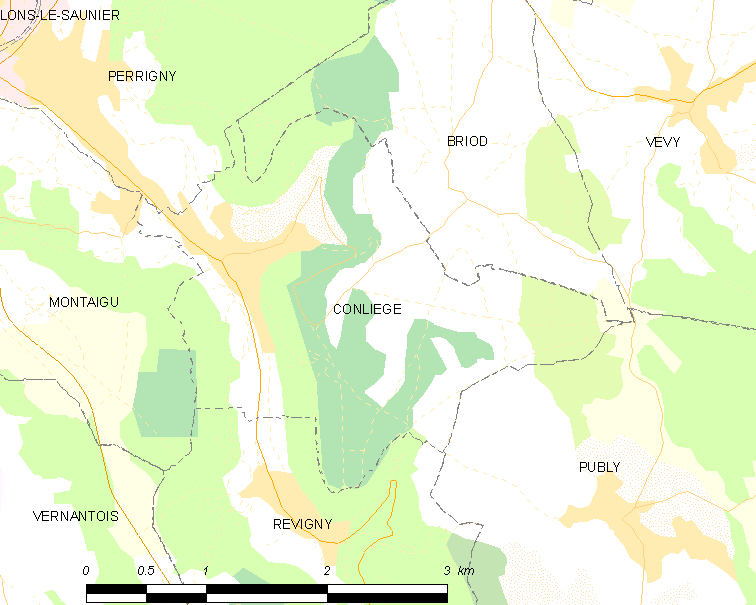
孔列日的OSM定位图

孔列日的时区为UTC+01:00、UTC+02:00（夏令时）。

## 行政
孔列日的邮政编码为39570，INSEE市镇编码为39164。

## 政治
孔列日所属的省级选区为波利尼县。

## 人口

1962-2008年间孔列日人口变化图示

孔列日于2022年1月1日时的人口数量为662人。